# Mount Sterling (Illinois)
Mount Sterling ist eine Stadt und Verwaltungssitz des Brown County im Westen des US-amerikanischen Bundesstaates Illinois. Das U.S. Census Bureau hat bei der Volkszählung 2020 eine Einwohnerzahl von 2.006 ermittelt.

## Geografie
Mount Sterling liegt auf 39°59'12" nördlicher Breite und 90°45'55" westlicher Länge. Die Stadt erstreckt sich über eine Fläche von 2,8 km², die ausschließlich aus Landfläche besteht.
Mount Sterling liegt 86 km östlich des Mississippi River, der die Grenze nach Missouri bildet.
Durch Mount Sterling führt der in Ost-West-Richtung verlaufende U.S. Highway 24, der im Zentrum der Stadt auf die Illinois State Routes 99 und 107 trifft.
Illinois’ Hauptstadt Springfield liegt 105 km im Osten, St. Louis 192 km im Süden, und die Quad Cities 193 km im Norden.

## Demografische Daten
Bei der Volkszählung im Jahre 2000 wurde eine Einwohnerzahl von 2070 ermittelt. Diese verteilten sich auf 934 Haushalte in 535 Familien. Die Bevölkerungsdichte lag bei 740,0/km². Es gab 1048 Gebäude, was einer Bebauungsdichte von 374,7/km² entsprach.
Die Bevölkerung bestand im Jahre 2000 aus 98,55 % Weißen, 0,14 % Afroamerikanern, 0,34 % Asiaten und 0,33 % anderen. 0,19 % gaben an, von mindestens zwei dieser Gruppen abzustammen. 0,97 % der Bevölkerung bestand aus Hispanics, die verschiedenen der genannten Gruppen angehörten.
23,0 % waren unter 18 Jahren, 8,2 % zwischen 18 und 24, 28,4 % von 25 bis 44, 19,35 von 45 bis 64 und 21,0 % 65 und älter. Das durchschnittliche Alter lag bei 38 Jahren. Auf 100 Frauen kamen statistisch 92,2 Männer, bei den über 18-Jährigen 89,5.
Das durchschnittliche Einkommen pro Haushalt betrug $27.434, das durchschnittliche Familieneinkommen $40.363. Das Einkommen der Männer lag durchschnittlich bei $29.333, das der Frauen bei $19.258. Das Pro-Kopf-Einkommen belief sich auf $15.755. Rund 4,7 % der Familien und 10,9 % der Gesamtbevölkerung lagen mit ihrem Einkommen unter der Armutsgrenze.